# Lew Lewis
Lew Lewis (eigentlich: Lew Davis; * 1955 in Southend-on-Sea, Essex, Großbritannien; † 16. April 2021) war ein britischer Rocksänger und Musiker (Mundharmonika) aus dem Umfeld von Dr. Feelgood. Sein Harmonikaspiel war hauptsächlich von Little Walter beeinflusst.

## Karriere
Lew Lewis war 1969 Mitglied der Southside Jug Band, in der auch diverse Musiker, die später bei Dr. Feelgood mitspielen sollten, beteiligt waren. 1975 gehörte er zu den Musikern, die Barrie Masters in Canvey Island um sich sammelte und die als Eddie & the Hot Rods bekannt wurden. Lewis spielte auf deren ersten Singles Mundharmonika. Als die Band sich dann mehr Richtung Punkrock bewegte, verließ er sie, um sich weiter dem Blues- und Pubrock zu widmen. (Andere Quellen sagen, er wurde rausgeschmissen, weil er sich dauernd danebenbenahm.)

### Win...
Lewis kannte Lee Brilleaux von Dr. Feelgood, der gerade Geld in das neu gegründete Label Stiff Records investiert hatte. Der riet ihm, sich einfach mal an die Stiff-Leute zu wenden. Es dauerte nicht lange, und Lewis erste Solosingle „Boogie on the Street“ wurde im April 1976 in Canvey Island aufgenommen, und zwar in den Feelgood Sound Studios. „Lew Lewis and his Band“ stand auf Label und Hülle – wobei die Band zu großen Teilen aus Dr. Feelgood-Musikern bestand.
Bei Konzerten und per Mail Order verkaufte sich die Platte sogar so gut, dass Lewis einen Vertrag von United Artists (bei denen die Feelgoods unter Vertrag waren) erhielt. Resultat war die Single „Out for a Lark“, wiederum mit Feelgood-Musikern aufgenommen. Auch als Sessionmusiker war Lewis gefragt, spielte Mundharmonika auf Alben von The Stranglers und The Clash.
Für die nächsten Projekte aber stellte Lewis sich eine eigene Band zusammen, Lew Lewis Reformer. Laut Pressetext von Stiff Deutschland lernte Lewis seinen neuen Gitarristen Richard Taylor „in einer Kneipe kennen, als er frustriert…auf den Typen gegenüber spuckte. Es war Richard, und er spuckte zurück.“ Außer Lewis und Richard Taylor gehörten Johnny Squirrel am Bass und Ian „Buzz“ Buzzwell am Schlagzeug zur Gruppe Reformer. Die Single „Lucky Seven“ wurde wohl Lewis’ bekanntester Song; Dr. Feelgood coverten ihn auf dem Album „Sneakin’ Suspicion“. Fast ein Hit wurde die nächste Single, Lewis Version eines nicht veröffentlichten Songs von Status Quo namens „Win Or Lose“.
Auf dem Album von Lew Lewis Reformer, „Save the Wail“, fanden sich diese beiden Songs zwischen eigenen Kompositionen und Coverversionen (u. a. Titel der J. Geils Band und von Tom Petty). Gastmusiker bei den LP-Aufnahmen war Gavin Povey von The Edge am Piano. Die Band ging Mitte 1979 auf Tour – gemeinsam mit Rockpile, als deren Dave Edmunds mit „Girls Talk“ gerade einen seiner Hits feierte. Sie traten sogar einmal in der BBC-Fernsehshow Top of the Pops auf.
1983 wurde eine EP mit Songs herausgebracht, die Lewis gemeinsam mit Wilko Johnson von Dr. Feelgood aufgenommen hatte.

### ...Or Lose
Doch das Leben meinte es nicht allzu gut mit Lewis. Er arbeitete ursprünglich im Straßenbau und verpasste oft mal ein Konzert, weil er wieder in seinem alten Job tätig war. Seine Bandkollegen mussten immer mal damit rechnen, ein (meist schon leeres) Bierglas an den Kopf zu kriegen. Irgendwann gab es dann keine Konzerte mehr, und auch keine Aufnahmen und keine Band. 1987 wurde Lewis zu sieben Jahren Gefängnis verurteilt, weil er an einem Überfall auf ein Postamt beteiligt gewesen war – und das mit einer Spielzeugpistole.

## Diskografie

### Singles
- 1976: Lew Lewis and His Band – Boogie on the Street / Caravan Man
- 1977: Lew Lewis – Out for a Lark / (You'd Better) Watch Yourself
- 1978: Lew Lewis Reformer – Lucky Seven / Night Talk
- 1979: Lew Lewis Reformer – Win or Lose / Photo-Finish
- 1979: Lew Lewis – 1-30 2-30 3-35 / The Mood I’m In
- 1983: The Wilko Johnson and Lew Lewis Band – EP: Caravan / Bottle Up and Go! / I Wanna Be Your Lover / Looked out My Window

### Album
- 1979: Lew Lewis Reformer – Save the Wail
  - Seite 1: Do Just What You Want / Wait / Win or Lose / High Temperature / Mr Bartender
  - Seite 2: Lucky Seven / Hometown Blues / Photo-Finish / Night Talk / Rider
- 2002: Lew Lewis Reformer – Save the Wail
  - als CD, plus die Singles-Tracks von 1976/1978/1979 und Bonus Live-Material